# Арбузов-Баран
Арбу́зов-Бара́н (ранее Тро́ицкое)— село в Алексеевском районе  Республики Татарстан Российской Федерации. Входит в состав Подлесно-Шенталинского сельского поселения.

## География
Село расположено на реке Баранка, в 40 километрах к юго-востоку от посёлка городского типа Алексеевское.   

## Население
| 1859 | 1897 | 1908 | 1926 | 1938 | 1949 | 1958 | 1970 | 1979 | 1989 | 2000 |
| ---- | ---- | ---- | ---- | ---- | ---- | ---- | ---- | ---- | ---- | ---- |
| 297  | 430  | 495  | 543  | 354  | 168  | 160  | 122  | 290  | 161  | 219  |

## Экономика
Полеводство, мясо-молочное скотоводство, овцеводство.

## Социальная инфраструктура
Начальная школа, клуб, библиотека.

## Известные уроженцы
Арбузов-Баран (Троицкое) — родина выдающегося учёного-химика А.Е. Арбузова. В селе действует дом-музей Арбузова и есть улица, названная в его честь.